# Jacques de Sacquespée
Jacques de Sacquespée, né à Arras, est un médecin et clerc français.

## Biographie
Jacques de Sacquespée est le fils de Simon de Sacquespée, écuyer, échevin d'Arras, et de Marie de Paris. Son frère Jehan, seigneur de Baudimont, est mayeur d'Arras, conseiller du duc de Bourgogne et receveur des aides en Artois.
Il suit ses études à l'université de Paris, se faisant recevoir bachelier en médecine en 1396 puis licencié et maître en médecine en 1398, ainsi que bachelier en théologie et maître ès arts. Doyen de la Faculté de médecine de Paris en 1399 et 1400, il en est maître-régent de 1400 à 1435. Il réalise plusieurs voyages d'ambassade, notamment en Angleterre, pour représenter l'Université de Paris ou le légat du pape auprès de hauts personnages. Il rend également visite en prison à Colin Verjus, incarcéré à la requête de l'Université de Paris et de l'abbé de Saint-Rémi de Reims, qu'il juge mélancolique, contribuant ainsi à le faire libérer en 1409.
Il devient conseiller et médecin des ducs de Bourgogne Jean sans Peur et Philippe le Bon, chirurgien juré du roi Charles VI au Châtelet en 1409, ainsi que physicien de Louis de Bavière. Il travaille à un diagnostic et une recette de sirop contre une double fièvre tierce.
Il entre dans les ordres en tant que sous-diacre du diocèse d'Arras. Il occupe diverses fonctions ecclésiales : chanoine de Tournai, archidiacre de Brie, prieur de La Thieuloye, curé de Saint-Nicolas au cloître de l'église d'Arras (1407), chanoine et prévôt du chapitre cathédrale d'Amiens et trésorier de la collégiale de Saint-Quentin (1415). Appelé à Saint-Quentin par Jean sans Peur, il engage cette église dans des procès interminables qui lassèrent la patience de Philippe le Bon. Il tient également la chapellenie de Saint-Omer et de Cysoing (1441).

## Sources
- Ernest Wickersheimer, Dictionnaire biographique des médecins en France au Moyen Âge. Volume 2, Droz, 1979
- Analectes pour servir à l'histoire ecclésiastiques de la Belgique, XXXVIII, 1907, 433 ;
- Annales de l'Académie d'archéologie de Belgique, XIII, 1856, 352 ;
- Bulletin archéologique, p. p. Comité historique des arts et monuments, IV, 1847-1848, 74 ;
- Ulysse Chevalier, Répertoire..., bibliographie, II, 1907, 4113 ;
- Adolphe Guesnon, Bibliothèque d'Arras, notes ;
- Claude Hemere, Augusta Viromanduorum, Paris, 1643, p. 309 ;
- Lynn Thorndike et Pearl Kibre, A catalogue of incipits of medieval scientific writings in latin, Londres, 1963, 945.
- Ernest Wickersheimer, Les secrets et les conseils de Maître Guillaume Boucher et de ses confrères. Contribution à l’histoire de la médecine à Paris vers 1400, Bulletin de la Société française d'histoire de la médecine, VIII, 1909, 200-305 ;
- Laurent Garrigues, « Les professions médicales à Paris au début du XVe siècle», B.E.C., t. 156-2, p. 321
- Robert Gane, Le Chapitre de Notre-Dame, 1999, p. 378 et 129
- Anne Massoni, La Collégiale Saint-Germain l'Auxerrois, 2007, p. 523
- Danielle Jacquart, La médecine médiévale dans le cadre parisien, 2014